# Cinclosoma cinnamomeum
La zordala canela (Cinclosoma cinnamomeum)  es una especie de ave paseriforme de la familia Psophodidae endémica de Australia.

## Distribución y hábitat
Es una especie entre mediano a pequeña propia de las zonas áridas de Australia. Habita en las regiones áridas y semiáridas del centro de Australia.

## Descripción
La zordala canela mide unos 20 cm de largo, y pesa hasta 50 gramos cuando adulta. Los machos se caracterizan por su ceja blanca, cara negra y una ancha franja blanca a ambos lados de su garganta negra. La parte superior de su cuerpo es color rufo-canela con manchitas blancas en la parte superior de su pecho y una ancha franja negra abajo. Las plumas exteriores de su cola son negras con puntas blancas. Las hembras poseen características similares aunque algo más apagadas con una garganta y ceja blancuzcas. La parte superior de su pecho es gris y no poseen franja negra por debajo del mismo. Los ejemplares juveniles poseen las mismas marcas que los machos pero pueden tener una franja en el pecho. Su llamada es muy aguda.